# Titanic - Nascita di una leggenda
Titanic - Nascita di una leggenda (Titanic: Blood and Steel) è una miniserie televisiva internazionale, prodotta in occasione del 100º anniversario del naufragio, in onda, per sei prime serate, dal 22 aprile 2012 su Rai 1 e in alta definizione su Rai HD. All'estero, la serie è andata in onda dal 15 aprile 2012 in Germania e Danimarca e il primo episodio è andato in onda su History Channel Asia il 13 maggio 2012.

## Trama
È il 1909 e il giovane ingegnere metallurgico Mark Muir parte da New York per l'Irlanda per partecipare alla costruzione del Titanic. A Belfast, Muir riallaccia il legame con il padre e conosce Sofia Silvestri, immigrata italiana di umili origini che lavora come copista al cantiere. Mentre gli operai lottano per ottenere la rappresentanza sindacale e condizioni di lavoro più umane, Mark e Sofia s'innamorano, ma la loro storia d'amore è ostacolata dalla diversa religione di appartenenza e dal differente ceto sociale.
A Belfast Mark viene a sapere che la donna con la quale aveva avuto una relazione anni prima non è morta di tubercolosi, ma di parto; dopo aver litigato con il padre, che gli aveva tenuto nascosta la verità, Mark comincia a cercare la bambina ancora viva, mentre la relazione con Sofia diventa più critica quando al cantiere si viene a sapere che in realtà è cattolico e il suo vero nome è Marcus Malone. Ultimata ormai la nave, Mark, dopo numerosi tentativi di trovare la figlia, rinuncia e salpa per l'America nel viaggio inaugurale del Titanic insieme a Sofia, diretta a New York in cerca di fortuna.

## Produzione
La fiction è una coproduzione italiana, irlandese, tedesca, spagnola, canadese e statunitense costata trenta milioni di euro e prodotta da Rai Fiction, Dap Italy, Epos Films e Titanic Films.

## Puntate
| nº | Titolo originale | Titolo italiano | Prima TV Germania | Prima TV Italia |
| -- | ---------------- | --------------- | ----------------- | --------------- |
| 1  | Episode 1        | Episodio 1      | 15 aprile 2012    | 22 aprile 2012  |
| 2  | Episode 2        | Episodio 1      | 22 aprile 2012    | 22 aprile 2012  |
| 3  | Episode 3        | Episodio 2      | 29 aprile 2012    | 29 aprile 2012  |
| 4  | Episode 4        | Episodio 2      | 6 maggio 2012     | 29 aprile 2012  |
| 5  | Episode 5        | Episodio 3      | 13 maggio 2012    | 6 maggio 2012   |
| 6  | Episode 6        | Episodio 3      | 20 maggio 2012    | 6 maggio 2012   |
| 7  | Episode 7        | Episodio 4      | 27 maggio 2012    | 13 maggio 2012  |
| 8  | Episode 8        | Episodio 4      | 3 giugno 2012     | 13 maggio 2012  |
| 9  | Episode 9        | Episodio 5      | 10 giugno 2012    | 21 maggio 2012  |
| 10 | Episode 10       | Episodio 5      | 17 giugno 2012    | 21 maggio 2012  |
| 11 | Episode 11       | Episodio 6      | 24 giugno 2012    | 30 maggio 2012  |
| 12 | Episode 12       | Episodio 6      | 1º luglio 2012    | 30 maggio 2012  |

## Inesattezze storiche
Nella serie compaiono molte inesattezze storiche di avvenimenti realmente accaduti, di seguito ne troviamo alcuni e quindi lo fa essere un genere drama storico che storico:
- Le rivolte degli operai nella serie sono dovute alla pretesa di questi di un salario adeguato per il proprio lavoro, ma in realtà le rivolte si scatenarono perché la Harland and Wolff assumeva solo operai di religione protestante e non i cattolici.
- Nella serie si insinua che la Harland and Wolff acquistasse acciaio di bassa qualità per contenere i costi, ma nella realtà è stato ampiamente documentato che le piastre d'acciaio della nave erano di ottima qualità per quel periodo. Questo può essere dimostrato anche dal fatto che nonostante la prua del Titanic sia incagliata nel fondale marino (ad una profondità di 4 chilometri) da 100 anni, rimane ancora in gran parte intatta.
- Thomas Andrews, nella serie è ritratto come uomo indifferente ed abbastanza separato dagli operai dal cantiere, e molto attento alle modifiche soprattutto se queste significavano perdere denaro. In realtà, Thomas Andrews era ben amato da tutti i lavoratori. La sua gentilezza e generosità e il suo buon temperamento sono stati ben documentati. Se ci fossero state imperfezioni nella costruzione delle sue navi, sarebbe stato uno dei primi ad averlo capito. Inoltre, sarebbe stato ansioso di risolvere il problema.
- La cronologia degli eventi durante la costruzione e l'allestimento del Titanic è significativamente distorta in questa mini serie. Il cantiere venne ri-progettato per dare spazio alla nuova impalcatura per la realizzazione del transatlantici, assegnando il lato di destra all'Olympic con il codice 400 e il lato di sinistra al Titanic contrassegnato con il codice 401, nel serial il Titanic è il solo protagonista della costruzione nello spazio destinato alla sorella. Nella realtà l'Olympic e il Titanic vennero costruite una accanto all'altra nel cantiere Harland & Wolff, ma l'Olympic aveva iniziato la sua costruzione con qualche mese di vantaggio rispetto alla gemella. Infatti l'Olympic è stato varato il 20 ottobre 1910, il Titanic invece, il 31 maggio 1911. In tale data, l'Olympic aveva appena finito le sue prove iniziando il suo servizio ufficialmente. Il 20 settembre 1911 avvenne la collisione con la Hawke nella baia di Southampton e venne rimorchiato a Belfast per le riparazioni - momento in cui il Titanic era in fase di allestimento. Tuttavia, nella serie, la collisione dell'Olympic avviene quando il Titanic non è stato ancora varato ed è ancora in fase di costruzione.
- I progetti per il Titanic, come si vedono nella serie, sono in realtà i progetti della Cunard Lusitania (1907).
- In realtà il Titanic non imbarcò passeggeri a Belfast. Il Titanic partì dall'Irlanda il 2 aprile, ed arrivò a Southampton 28 ore più tardi, ma non salpò dall'Inghilterra fino al 10 aprile. Gli unici non-membri dell'equipaggio imbarcati a Belfast furono i membri del gruppo di garanzia della H & W e un Consigliere commerciale.
- I fumaioli del Titanic, quando sono stati montati non erano ancora stati colorati seguendo la livrea White Star mentre nella miniserie sono già stati colorati al momento del montaggio.[senza fonte]
- Nella serie si vede un modellino in scala del Titanic così com'è nella sua versione finale con il ponte di passeggiata parzialmente chiuso, in realtà questo è un particolare realizzato poco tempo prima della partenza per il viaggio inaugurale e che divenne un tratto distintivo con l'Olympic.